# Liste der Baudenkmäler in Atsch
Die Liste der Baudenkmäler in Atsch enthält die denkmalgeschützten Bauwerke auf dem Gebiet von Stolberg (Rheinland)-Atsch in Nordrhein-Westfalen. Diese Baudenkmäler sind in der Denkmalliste der Stadt Stolberg (Rheinland) eingetragen; Grundlage für die Aufnahme ist das Denkmalschutzgesetz Nordrhein-Westfalen (DSchG NRW).

| Bild                                            | Bezeichnung                                     | Lage                                    | Beschreibung    | Bauzeit | Eingetragen seit | Denkmal- nummer   |
| ----------------------------------------------- | ----------------------------------------------- | --------------------------------------- | --------------- | ------- | ---------------- | ----------------- |
| Wohnhäuser                                      | Wohnhäuser                                      | Atsch Eisenbahnstr. 115-127 Karte       |                 |         | 18.09.1985       | 290/16/12/115/306 |
| Wohnhaus                                        | Wohnhaus                                        | Atsch Eisenbahnstr. 179 Karte           |                 |         | 11.01.1991       | 605/13/12/179/750 |
| Gaststätte und Wohnhaus                         | Gaststätte und Wohnhaus                         | Atsch Eisenbahnstr. 181 Karte           | „Haus Wartburg“ | 1903    | 06.07.1983       | 34/13/12/181/79   |
| Schmelzöfen der Atscher Mühle                   | Schmelzöfen der Atscher Mühle                   | Atsch Münsterbachstraße Karte           |                 |         | 16.07.1985       | 272/1/02/2/362    |
| weitere Bilder                                  | Hauptbahnhof Gustav Wassilkowitsch Platz        | Atsch Rhenaniastr. (Hauptbahnhof) Karte |                 |         | 24.07.1986       | 417/1/03/-/510    |
| katholische Pfarrkirche „St. Sebastianus“       | katholische Pfarrkirche „St. Sebastianus“       | Atsch Sebastianusstraße Karte           |                 |         | 08.11.1985       | 321/1/04/31-33/96 |
| ehemaliger Förderturm der Grube Atsch, Wohnhaus | ehemaliger Förderturm der Grube Atsch, Wohnhaus | Atsch Würselener Str. 3 Karte           |                 |         | 26.05.1992       | 634/1/05/3/678    |
| Wohnhaus                                        | Wohnhaus                                        | Atsch Würselener Str. 102 Karte         |                 |         | 06.07.1987       | 437/1/05/102/440  |